# Justyn Knight
Justyn Knight, född 19 juli 1996, är en friidrottare från Kanada. Han deltog vid olympiska sommarspelen 2020.